# Ermengarde van Anjou (1068-1146)
Ermengarde van Anjou, Irmgard (1068 - 1146) was de eerste echtgenote van hertog Willem IX van Aquitanië. Ze was de dochter van graaf Fulco IV van Anjou 'de Nurks' en Hildegarde van Beaugency.

## Eerste huwelijk
Ermengarde huwde op 21-jarige leeftijd in 1088 de vier jaar jongere Willem IX van Aquitanië. Haar vader had zich twintig jaar eerder van het graafschap Anjou meester gemaakt, nadat zijn broer Godfried III met de Baard in conflict was gekomen met de Kerk. Fulco zette zijn broer af en hield hem net zo lang in een veel te nauwe cel gevangen tot hij krankzinnig was geworden. Fulco is met vier vrouwen getrouwd geweest. Uit zijn tweede huwelijk met Hildegarde van Beaugency werd Ermengarde geboren.
Door het huwelijk van Ermengarde en Willem IX werd het rustiger en veiliger aan de grenzen tussen Anjou en Aquitanië. Dat was het enige goede resultaat van hun echtverbintenis. Hij was een op 'galante avonturen' beluste echtgenoot en bij haar was 'duidelijk een steekje los'. Ze ging zich bizar en volstrekt onberekenbaar gedragen en treiterde en vitte. Ze bleek uit hetzelfde hout gesneden als haar vader Fulco de Nurks. Anderzijds was zij mooi met een 'harmonieus en fijn gelaat, haar fraaie gestalte, de glans van haar blonde lokken en haar groot conversatietalent'. De echtvereniging was overwoekerd door ruzies en bleef ook kinderloos.

## Tweede huwelijk
Na drie jaar werd Ermengarde teruggestuurd naar haar vader Fulco, die haar tegen haar zin in in 1092 uithuwelijkte aan Alain Fergent, de  hertog van Bretagne. Op die manier hoopte haar vader de band met Bretagne te verstevigen en samen met zijn nieuwe schoonzoon op te trekken tegen de hertog van Normandië. Ermengarde drong al snel aan op een ontbinding van het huwelijk. 
Ermengarde voelde zich aangetrokken tot het omstreeks 1100 door Robert van Arbrissel gestichte 'dubbelklooster' bij de abdij van Fontevrault. Op haar verzoek te mogen intreden kreeg ze een brief van Robert van Arbrissel, die haar op het hart drukte dat vooral niet te doen. Ze bleef aan de zijde van haar echtgenoot Alain tot deze in 1112 afstand deed van zijn hertogdom en monnik werd in de Saint-Sauveursabdij in Redon. Ze hadden samen een zoon gekregen, Conan (1105-1148), die hertog van Bretagne werd. 

## Fontevrault
Toen haar echtgenoot monnik werd was er voor Ermengarde geen belemmering meer om in te treden in het klooster van Fontevrault. Ze kreeg nu bij haar intrede een prachtige, wel erg gloedvolle brief van Marbodus, de bisschop van Rennes, waarin hij haar 'de enige, de allermooiste' noemde.
In 1114 verliet ook de tweede echtgenote van Willem IX, Filippa van Toulouse dochter van graaf Willem IV van Toulouse het hertogelijke hof van Poitiers en zocht toevlucht in de abdij van Fontevrault. Ermengarde en Philippa raakten op intieme voet met elkaar en nadat in de herfst van 1118 Philippa overleed haastte Ermengarde zich naar Poitiers om, na een periode van zevenentwintig jaar gescheiden te zijn, te eisen dat ze als hertogin van Aquitanië zou worden hersteld. Willem IX had ondertussen zijn vriendin Amalberga 'La Dangereuse', de echtgenote van zijn leenman Aimery van Châtellerault, na haar te hebben geschaakt, een plaats aan zijn hof gegeven.
Ermengarde zocht zelfs steun bij paus Calixtus II toen deze in Reims verbleef voor een concilie. Officieel bestempeld als 'ongehoorzaam en onmogelijk' kreeg zij nul op het rekest. Willem IX trok naar Spanje om haar te ontlopen en samen met koning Alfons  I van Aragon de Saracenen te bestrijden.

## Heilige Land
Ermengarde ging naar haar zoon Conan in Bretagne en besloot toen in te treden in het cisterciënzer nonnenklooster te Larry. Vandaar vertrok ze naar het Heilige Land. Daar was haar halfbroer Fulco (ca. 1091-1143), voormalig graaf van Anjou, de koning van Jeruzalem geworden. Na er enkele jaren rondgetrokken te hebben, keerde Ermengarde naar haar vaderland terug en stichtte bij Nantes een cisterciënzer nonnenklooster.

## Overlijden
Ermengarde overleed omstreeks 1146 in het Sint-Salvatorconvent van Redon en werd er begraven naast haar tweede man Alain Fergent.